# Ptilinopus fischeri
Ptilinopus fischeri là một loài chim trong họ Columbidae.